# (3103) Eger
(3103) Eger (1982 BB) – planetoida z grupy Apollo okrążająca Słońce w ciągu 1,67 lat w średniej odległości 1,4 j.a. Odkryta 20 stycznia 1982 roku.
Nazwa planetoidy pochodzi od węgierskiego miasta Eger.